# Erodium battandieranum
Erodium battandieranum är en näveväxtart som beskrevs av Georges Rouy. Erodium battandieranum ingår i släktet skatnävor, och familjen näveväxter. Inga underarter finns listade i Catalogue of Life.